# (19308) 1996 TO66
(19308) 1996 TO66 (іноді (19308) 1996 TO66) — транснептуновий об’єкт. Перебуває в орбітальному резонансі 11:19 із Нептуном. Виявлений у 1996 році Чедом Трухільйо, Девідом Джевіттом і Джейн Лу. Спершу його прийняли за дуже великий об’єкт діаметром понад 900 км.

## Походження
На основі загальної структури поглинання в інфрачервоному й оптичному діапазонах вдалося з’ясувати, що цей об'єкт складається з водяного льоду. Разом з об’єктами (24835) 1995 SM55, (55636) 2002 TX300, (120178) 2003 OP32 і (145453) 2005 RR43 утворює групу фрагментів зіткнення Гаумеа.